# Бельгійський франк
Бельгійський франк (нід. Belgische frank, фр. Franc belge, нім. Belgischer Franken) — грошова одиниця Бельгії з 1832 по 2002 роки (офіційно до 1999), коли він був замінений на євро. Ділився на 100 сантимів. Назва валюти походить від французького франка, з яким на момент введення бельгійський франк збігався за вмістом золота.

## Історія
Загарбання більшої частини Західної Європи революційною, а згодом наполеонівською Францією, збільшило територію обігу французького франка. В південних Нідерландах (нині Бельгія), французький франк замінив бельгійський кроненталер, а його в свою чергу замінив Нідерландський гульден після створення королівства Нідерланди.
Після здобуття незалежності від Королівства Нідерланди, нове Королівство Бельгія 1832 року запровадило власний франк, еквівалентний французькому, як згодом Люксембург (Люксембурзький франк) (1848) і Швейцарія (Швейцарський франк) (1850). Подібним чином об'єднана Італія запровадила ліру у 1862 році.
У 1865 році Франція, Бельгія, Швейцарія та Італія створили Латинський монетний союз (у 1868 до них приєдналась Греція): кожна з них мала забезпечити свою національну грошову одиницю (франк, ліру, драхму) 4,5 г срібла або 290,322 мг чистого золота, для вільної конвертації у співвідношенні 1:1. У 1870-ті роки вартість золота була зафіксована золотим стандартом, який проіснував до 1914 року.
У 1921 році Бельгія і Люксембург уклали договір про економічний союз, яким запроваджувався обіг бельгійських банкнот на території Люксембургу.
У 1926 році в Бельгії запроваджено нову золоту валюту для міжнародних операцій бельга вартістю 5 франків, в кінці 1926 року Латинський монетний союз припинив існування. Бельга була прив'язана до британського фунта у співвідношенні 35 бельг (175 франків) за 1 фунт, за золотим стандартом 1 бельга = 209,211 мг чистого золота.
У 1932 році створено повний економічний союз Бельгії і Люксембургу.
У 1935 бельгійський франк девальвовано на 28 % до 150,632 мг чистого золота, тому співвідношення між люксембурзьким і бельгійським франками змінилось і 1 люксембурзький франк став коштувати 1 ¼ бельгійських франків.
10 травня 1940 року почалась німецька окупація Бельгії і курс франка зафіксували в співвідношенні 0,1 райхсмарки, а в липні того ж року знизили до 0,08 райхсмарки.
5 жовтня 1944 року франк увійшов до Бреттон-Вудської системи, з початковим обмінним курсом 43,77 франків за 1 американський долар.
Разом з десятьма іншими європейськими валютами 1 січня 1999 року бельгійський франк було замінено на євро в безготівкових розрахунках, а з 1 січня 2002 року в готівковому обігу за курсом 40,3399 франків за один євро.
Старі монети і банкноти припинили обіг 28 лютого 2002 року.

## Валютний союз з Люксембургом
У 1922—1935 роках і з 1944 по 2002 рік люксембурзький франк дорівнював бельгійському. Валютний контроль здійснювався Бельгійсько-Люксембурзьким валютним інститутом. Формально обидва франка були законним платіжним засобом на території обох держав. Незважаючи на це, в бельгійських магазинах намагалися не приймати плату в люксембурзьких франках.

## Монети
| Монети у 1865—1909 (Леопольд II) | Монети у 1865—1909 (Леопольд II) | Монети у 1865—1909 (Леопольд II) | Монети у 1865—1909 (Леопольд II) | Монети у 1865—1909 (Леопольд II) | Монети у 1865—1909 (Леопольд II) | Монети у 1865—1909 (Леопольд II) | Монети у 1865—1909 (Леопольд II) | Монети у 1865—1909 (Леопольд II) |
| -------------------------------- | -------------------------------- | -------------------------------- | -------------------------------- | -------------------------------- | -------------------------------- | -------------------------------- | -------------------------------- | -------------------------------- |
| зображення                       | зображення                       | Номінал                          | Діаметр                          | Маса                             | Матеріал                         | Гурт                             | Легенда                          | Роки карбування                  |
|                                  |                                  | 1 сантимів                       | 16,5 мм                          | 2 гр                             | мідь                             | рифлений                         | DES BELGES                       | 1901, 1902, 1907                 |
|                                  |                                  | 1 сантимів                       | 16,5 мм                          | 2 гр                             | мідь                             | рифлений                         | DER BELGEN                       | 1901, 1902, 1907                 |
|                                  |                                  | 2 сантимів                       | 21,5 мм                          | 4 гр                             | мідь                             | рифлений                         | DES BELGES                       | 1902, 1905, 1909                 |
|                                  |                                  | 2 сантимів                       | 21,5 мм                          | 4 гр                             | мідь                             | рифлений                         | DER BELGEN                       | 1902, 1905, 1909                 |
|                                  |                                  | 5 сантимів                       | 19 мм                            | 3 гр                             | мідно-нікелевий сплав            | гладкий                          | DES BELGES                       | 1901                             |
|                                  |                                  | 5 сантимів                       | 19 мм                            | 3 гр                             | мідно-нікелевий сплав            | гладкий                          | DER BELGEN                       | 1901                             |
|                                  |                                  | 5 сантимів                       | 19 мм                            | 2,5 гр                           | мідно-нікелевий сплав            | гладкий                          | BELGIQUE                         | 1901 — 1907                      |
|                                  |                                  | 5 сантимів                       | 19 мм                            | 2,5 гр                           | мідно-нікелевий сплав            | гладкий                          | BELGIE                           | 1901 — 1907                      |
|                                  |                                  | 10 сантимів                      | 21 мм                            | 4 гр                             | мідно-нікелевий сплав            | гладкий                          | DES BELGES                       | 1901                             |
|                                  |                                  | 10 сантимів                      | 21 мм                            | 4 гр                             | мідно-нікелевий сплав            | гладкий                          | DER BELGEN                       | 1901                             |
|                                  |                                  | 10 сантимів                      | 22 мм                            | 4 гр                             | мідно-нікелевий сплав            | гладкий                          | BELGIQUE                         | 1901 — 1906                      |
|                                  |                                  | 10 сантимів                      | 22 мм                            | 4 гр                             | мідно-нікелевий сплав            | гладкий                          | BELGIE                           | 1901 — 1906                      |
|                                  |                                  | 25 сантимів                      | 26 мм                            | 6,5 гр                           | мідно-нікелевий сплав            | гладкий                          | BELGIQUE                         | 1908, 1909                       |
|                                  |                                  | 25 сантимів                      | 26 мм                            | 6,5 гр                           | мідно-нікелевий сплав            | гладкий                          | BELGIE                           | 1908, 1909                       |
|                                  |                                  | 50 сантимів                      |                                  | 2,5 гр                           | срібло                           | рифлений                         | DES BELGES                       | 1901                             |
|                                  |                                  | 50 сантимів                      | DER BELGEN                       | 2,5 гр                           | срібло                           | рифлений                         |                                  | 1901                             |
|                                  |                                  | 50 сантимів                      | 18 мм                            | 2,5 гр                           | срібло                           | рифлений                         | DES BELGES                       | 1907, 1909                       |
|                                  |                                  | 50 сантимів                      | 18 мм                            | 2,5 гр                           | срібло                           | рифлений                         | DER BELGEN                       | 1907, 1909                       |
|                                  |                                  | 1 франк                          | 23 мм                            | 5 гр                             | срібло                           | рифлений                         | DES BELGES                       | 1904, 1909                       |
|                                  |                                  | 1 франк                          | 23 мм                            | 5 гр                             | срібло                           | рифлений                         | DER BELGEN                       | 1904, 1909                       |
|                                  |                                  | 2 франка                         |                                  | 10 гр                            | срібло                           | рифлений                         | DES BELGES                       | 1904, 1909                       |
|                                  |                                  | 2 франка                         | DER BELGEN                       | 10 гр                            | срібло                           | рифлений                         |                                  | 1904, 1909                       |
|                                  |                                  | 5 франків                        |                                  | гр                               | срібло                           | рифлений                         | DES BELGES                       |                                  |
|                                  |                                  | 5 франків                        | DER BELGEN                       | гр                               | срібло                           | рифлений                         |                                  |                                  |

| 1909—1934 (Альберт I) | 1909—1934 (Альберт I) | 1909—1934 (Альберт I) | 1909—1934 (Альберт I) | 1909—1934 (Альберт I) | 1909—1934 (Альберт I)    | 1909—1934 (Альберт I) | 1909—1934 (Альберт I) | 1909—1934 (Альберт I)                               |
| --------------------- | --------------------- | --------------------- | --------------------- | --------------------- | ------------------------ | --------------------- | --------------------- | --------------------------------------------------- |
| зображення            | зображення            | Номінал               | Діаметр               | Маса                  | Матеріал                 | Гурт                  | Легенда               | Роки карбування                                     |
|                       |                       | 1 сантимів            | 16,5 мм               | 2 гр                  | мідь                     | рифлений              | DES BELGES            | 1912, 1914                                          |
|                       |                       | 1 сантимів            | 16,5 мм               | 2 гр                  | мідь                     | рифлений              | DER BELGEN            | 1914                                                |
|                       |                       | 2 сантимів            | 21,8 мм               | 4 гр                  | мідь                     | рифлений              | DES BELGES            | 1911, 1912, 1914, 1919                              |
|                       |                       | 2 сантимів            | 21,8 мм               | 4 гр                  | мідь                     | рифлений              | DER BELGEN            | 1910 — 1912, 1919                                   |
|                       |                       | 5 сантимів            | 19 мм                 | 2,5 гр                | мідно-нікелевий сплав    | гладкий               | BELGIQUE              | 1910, 1913, 1914, 1920, 1922, 1923, 1925—1928, 1932 |
|                       |                       | 5 сантимів            | 19 мм                 | 2,5 гр                | мідно-нікелевий сплав    | гладкий               | BELGIE                | 1910, 1913, 1914, 1920, 1922, 1923, 1925—1928, 1932 |
|                       |                       | 5 сантимів            | 19 мм                 | 2,5 гр                | цинк                     | гладкий               | BELGIQUE -BELGIE      | 1915, 1916                                          |
|                       |                       | 5 сантимів            | 19 мм                 | 2,5 гр                | бронзово-нікелевий сплав | гладкий               | BELGIQUE              | 1930, 1931                                          |
|                       |                       | 5 сантимів            | 19 мм                 | 2,5 гр                | бронзово-нікелевий сплав | гладкий               | BELGIE                | 1932                                                |
|                       |                       | 10 сантимів           | 22 мм                 | 4 гр                  | мідно-нікелевий сплав    | гладкий               | BELGIQUE              | 1911, 1920, 1923, 1926—1929                         |
|                       |                       | 10 сантимів           | 22 мм                 | 4 гр                  | мідно-нікелевий сплав    | гладкий               | BELGIE                | 1920 — 1922, 1924—1930                              |
|                       |                       | 10 сантимів           | 22 мм                 | 4 гр                  | цинк                     | гладкий               | BELGIQUE -BELGIE      | 1915 — 1917                                         |
|                       |                       | 10 сантимів           | 22 мм                 | 4 гр                  | бронзово-нікелевий сплав | гладкий               | BELGIQUE              | 1930 — 1932                                         |
|                       |                       | 10 сантимів           | 22 мм                 | 4 гр                  | бронзово-нікелевий сплав | гладкий               | BELGIE                | 1930, 1931                                          |
|                       |                       | 25 сантимів           | 26 мм                 | 6,5 гр                | мідно-нікелевий сплав    | гладкий               | BELGIE                | 1910, 1911, 1913, 1921, 1922, 1926—1929             |
|                       |                       | 25 сантимів           | 26 мм                 | 6,5 гр                | мідно-нікелевий сплав    | гладкий               | BELGIQUE              | 1913, 1920—1923, 1926—1929                          |
|                       |                       | 25 сантимів           | 26 мм                 | 6,5 гр                | цинк                     | гладкий               | BELGIQUE -BELGIE      | 1915 — 1918                                         |
|                       |                       | 50 сантимів           |                       | 2,5 гр                | срібло                   | рифлений              | DES BELGES            | 1910 — 1914                                         |
|                       |                       | 50 сантимів           | DER BELGEN            | 2,5 гр                | срібло                   | рифлений              | 1910 — 1914           |                                                     |
|                       |                       | 50 сантимів           | 24 мм                 | 5 гр                  | цинк                     | рифлений              | BELGIQUE -BELGIE      | 1918                                                |
|                       |                       | 50 сантимів           | 18 мм                 | 2,5 гр                | нікель                   | рифлений              | BELGIQUE              | 1922 — 1934                                         |
|                       |                       | 50 сантимів           | 18 мм                 | 2,5 гр                | нікель                   | рифлений              | BELGIE                | 1922 — 1934                                         |
|                       |                       | 1 франк               | 23 мм                 | 5 гр                  | срібло                   | рифлений              | DES BELGES            | 1910 — 1914, 1917, 1918                             |
|                       |                       | 1 франк               | 23 мм                 | 5 гр                  | срібло                   | рифлений              | DER BELGEN            | 1910 — 1914, 1918                                   |
|                       |                       | 1 франк               | 23 мм                 | 5 гр                  | нікель                   | рифлений              | BELGIQUE              | 1922, 1923, 1928—1931, 1933, 1934                   |
|                       |                       | 1 франк               | 23 мм                 | 5 гр                  | нікель                   | рифлений              | BELGIE                | 1922, 1923, 1928, 1929, 1933—1935                   |
|                       |                       | 2 франка              | 27 мм                 | 10 гр                 | срібло                   | рифлений              | DES BELGES            | 1910 — 1912                                         |
|                       |                       | 2 франка              | 27 мм                 | 10 гр                 | срібло                   | рифлений              | DER BELGEN            | 1911, 1912                                          |
|                       |                       | 2 франка              | 27 мм                 | 10 гр                 | нікель                   | рифлений              | BELGIQUE              | 1923, 1930                                          |
|                       |                       | 2 франка              | 27 мм                 | 10 гр                 | нікель                   | рифлений              | BELGIE                | 1923, 1924, 1930                                    |
|                       |                       | 5 франків             | 31 мм                 | 13,8 гр               | нікель                   | рифлений              | DES BELGES            | 1930 — 1934                                         |
|                       |                       | 5 франків             | 31 мм                 | 13,8 гр               | нікель                   | рифлений              | DER BELGEN            | 1930 — 1934                                         |
|                       |                       | 10 франків            | 34 мм                 | 17,5 гр               | нікель                   | рифлений              | BELGIQUE              | 1930                                                |
|                       |                       | 10 франків            | 34 мм                 | 17,5 гр               | нікель                   | рифлений              | BELGIE                | 1930                                                |
|                       |                       | 20 франків            |                       | 20 гр                 | нікель                   | рифлений              | DES BELGES            | 1931, 1932                                          |
|                       |                       | 20 франків            | DER BELGEN            | 20 гр                 | нікель                   | рифлений              |                       | 1931, 1932                                          |
|                       |                       | 20 франків            |                       | 11 гр                 | срібло                   | рифлений              | DES BELGES            | 1933, 1934                                          |
|                       |                       | 20 франків            | DER BELGEN            | 11 гр                 | срібло                   | рифлений              |                       | 1933, 1934                                          |

| 1934—1951 (Леопольд III) | 1934—1951 (Леопольд III) | 1934—1951 (Леопольд III) | 1934—1951 (Леопольд III) | 1934—1951 (Леопольд III) | 1934—1951 (Леопольд III) | 1934—1951 (Леопольд III) | 1934—1951 (Леопольд III) | 1934—1951 (Леопольд III) |
| ------------------------ | ------------------------ | ------------------------ | ------------------------ | ------------------------ | ------------------------ | ------------------------ | ------------------------ | ------------------------ |
| зображення               | зображення               | Номінал                  | Діаметр                  | Маса                     | Матеріал                 | Гурт                     | Легенда                  | Роки карбування          |
|                          |                          | 5 сантимів               | 19 гр                    | 2,5 гр                   | бронзово-нікелевий сплав | гладкий                  | BELGIQUE -BELGIE         | 1938 — 1940              |
|                          |                          | 5 сантимів               | 19 гр                    | 2,5 гр                   | бронзово-нікелевий сплав | гладкий                  | BELGIE — BELGIQUE        | 1939, 1940               |
|                          |                          | 5 сантимів               | 19 гр                    | 2,5 гр                   | цинк                     | гладкий                  | BELGIQUE -BELGIE         | 1941 — 1942              |
|                          |                          | 5 сантимів               | 19 гр                    | 2,5 гр                   | цинк                     | гладкий                  | BELGIE — BELGIQUE        | 1941, 1943               |
|                          |                          | 10 сантимів              | 22 мм                    | 4 гр                     | бронзово-нікелевий сплав | гладкий                  | BELGIQUE -BELGIE         | 1938, 1939               |
|                          |                          | 10 сантимів              | 22 мм                    | 4 гр                     | бронзово-нікелевий сплав | гладкий                  | BELGIE — BELGIQUE        | 1939                     |
|                          |                          | 10 сантимів              | 22 мм                    | 4 гр                     | цинк                     | гладкий                  | BELGIQUE -BELGIE         | 1941 — 1946              |
|                          |                          | 10 сантимів              | 22 мм                    | 4 гр                     | цинк                     | гладкий                  | BELGIE — BELGIQUE        | 1941 — 1946              |
|                          |                          | 25 сантимів              | 26 мм                    | 6,5 гр                   | бронзово-нікелевий сплав | гладкий                  | BELGIQUE -BELGIE         | 1938, 1939               |
|                          |                          | 25 сантимів              | 26 мм                    | 6,5 гр                   | бронзово-нікелевий сплав | гладкий                  | BELGIE — BELGIQUE        | 1938                     |
|                          |                          | 25 сантимів              | 26 мм                    | 6,5 гр                   | цинк                     | гладкий                  | BELGIQUE -BELGIE         | 1941 — 1943, 1945—1947   |
|                          |                          | 25 сантимів              | 26 мм                    | 6,5 гр                   | цинк                     | гладкий                  | BELGIE — BELGIQUE        | 1942 — 1947              |
|                          |                          | 50 сантимів              | 18 мм                    | 2,5 гр                   | нікель                   | гладкий                  | BELGIQUE -BELGIE         | 1939                     |
|                          |                          | 1 франк                  | 21,5 мм                  | 4,5 гр                   | нікель                   | гладкий                  | BELGIQUE -BELGIE         | 1939, 1940               |
|                          |                          | 1 франк                  | 21,5 мм                  | 4,5 гр                   | нікель                   | гладкий                  | BELGIE — BELGIQUE        | 1939, 1940               |
|                          |                          | 1 франк                  | 21,7 мм                  | 4,3 гр                   | цинк                     | гладкий                  | BELGIQUE -BELGIE         | 1941 — 1947              |
|                          |                          | 1 франк                  | 21,7 мм                  | 4,3 гр                   | цинк                     | гладкий                  | BELGIE — BELGIQUE        | 1941 — 1947              |
|                          |                          | 2 франка                 | 19 мм                    | 2,75 гр                  | сталь, покрита цинком    | гладкий                  | BELGIQUE -BELGIE         | 1944                     |
|                          |                          | 5 франків                | 31 мм                    | 12,2 гр                  | нікель                   | гладкий                  | Відсутнє                 | 1936, 1937               |
|                          |                          | 5 франків                | 25 мм                    | 9 гр                     | нікель                   | гладкий                  | BELGIQUE -BELGIE         | 1938, 1939               |
|                          |                          | 5 франків                | 25 мм                    | 9 гр                     | нікель                   | гладкий                  | BELGIE — BELGIQUE        | 1938, 1939               |
|                          |                          | 5 франків                | 25 мм                    | 6 гр                     | цинк                     | гладкий                  | Відсутнє                 | 1941 — 1947              |

| 1951—1993 (Бодуен I) | 1951—1993 (Бодуен I) | 1951—1993 (Бодуен I) | 1951—1993 (Бодуен I) | 1951—1993 (Бодуен I) | 1951—1993 (Бодуен I)       | 1951—1993 (Бодуен I) | 1951—1993 (Бодуен I) | 1951—1993 (Бодуен I)              |
| -------------------- | -------------------- | -------------------- | -------------------- | -------------------- | -------------------------- | -------------------- | -------------------- | --------------------------------- |
| зображення           | зображення           | Номінал              | Діаметр              | Маса                 | Матеріал                   | Гурт                 | Легенда              | Роки карбування                   |
|                      |                      | 20 сантимів          | 17 мм                | 2 гр                 | бронза                     | гладкий              | BELGIQUE             | 1953, 1954, 1957—1959, 1962, 1963 |
|                      |                      | 20 сантимів          | 17 мм                | 2 гр                 | бронза                     | гладкий              | BELGIE               | 1954, 1960                        |
|                      |                      | 25 сантимів          | 16 мм                | 2 гр                 | мідно-нікелевий сплав      | гладкий              | BELGIQUE             | 1964 — 1975                       |
|                      |                      | 25 сантимів          | 16 мм                | 2 гр                 | мідно-нікелевий сплав      | гладкий              | BELGIE               | 1964 — 1975                       |
|                      |                      | 50 сантимів          | 19 мм                | 2,75 гр              | бронза                     | гладкий              | Відсутнє             | 1952 — 2000                       |
|                      |                      | 1 франк              | 21 мм                | 4 гр                 | мідно-нікелевий сплав      | гладкий              | Відсутнє             | 1950 — 1988                       |
|                      |                      | 1 франк              | 18 мм                | 2,75 гр              | залізо, плакованих нікелем | гладкий              | Відсутнє             | 1989 — 1993                       |
|                      |                      | 5 франків            | 24 мм                | 6 гр                 | мідно-нікелевий сплав      | гладкий              | Відсутнє             | 1948 — 1981                       |
|                      |                      | 5 франків            | 24 мм                | 5,5 гр               | латунь                     | гладкий              | Відсутнє             | 1986 — 1993                       |
|                      |                      | 10 франків           | 27 мм                | 8 гр                 | нікель                     | рифлений             | Відсутнє             | 1969 — 1979                       |
|                      |                      | 20 франків           | 25,5 мм              | 8,5 гр               | нікель-бронза              | рифлений             | Відсутнє             | 1980 — 1993                       |
|                      |                      | 50 франків           | 22,7 мм              | 7 гр                 | нікель                     | рифлений             | Відсутнє             | 1987 — 1993                       |

| 1994—2000 (Альберт II) | 1994—2000 (Альберт II) | 1994—2000 (Альберт II) | 1994—2000 (Альберт II) | 1994—2000 (Альберт II) | 1994—2000 (Альберт II)     | 1994—2000 (Альберт II) | 1994—2000 (Альберт II) | 1994—2000 (Альберт II) |
| ---------------------- | ---------------------- | ---------------------- | ---------------------- | ---------------------- | -------------------------- | ---------------------- | ---------------------- | ---------------------- |
| зображення             | зображення             | Номінал                | Діаметр                | Маса                   | Матеріал                   | Гурт                   | Легенда                | Роки карбування        |
|                        |                        | 1 франк                | 18 мм                  | 2,75 гр                | залізо, плакованих нікелем | гладкий                | Відсутнє               | 1994 — 2000            |
|                        |                        | 5 франків              | 24 мм                  | 5,5 гр                 | алюміній-бронза            | гладкий                | Відсутнє               | 1994 — 2000            |
|                        |                        | 20 франків             | 25,6 мм                | 8,5 гр                 | нікель-бронза              | гладкий                | Відсутнє               | 1994 — 2000            |
|                        |                        | 50 франків             | 22,7 мм                | 7 гр                   | нікель                     | гладкий                | Відсутнє               | 1994 — 2000            |

## Банкноти
Перед введенням євро в Бельгії друкувалися такі банкноти:
| Серія банкнот, яка була в обігу перед входженням в зону Євро | Серія банкнот, яка була в обігу перед входженням в зону Євро | Серія банкнот, яка була в обігу перед входженням в зону Євро | Серія банкнот, яка була в обігу перед входженням в зону Євро | Серія банкнот, яка була в обігу перед входженням в зону Євро |
| Лицьова сторона                                              | Зворотня сторона                                             | Номінал                                                      | Вартість в €                                                 | Зображення                                                   |
| ------------------------------------------------------------ | ------------------------------------------------------------ | ------------------------------------------------------------ | ------------------------------------------------------------ | ------------------------------------------------------------ |
|                                                              |                                                              | 100 франків                                                  | 2,48                                                         | Джеймс Енсор, художник                                       |
|                                                              |                                                              | 200 франків                                                  | 4,96                                                         | Адольф Сакс, винахідник саксофона                            |
|                                                              |                                                              | 500 франків                                                  | 12,39                                                        | Рене Магрітт, художник                                       |
|                                                              |                                                              | 1000 франків                                                 | 24,79                                                        | Констан Пермеке, художник, скульптор                         |
|                                                              |                                                              | 2.000 франків                                                | 49,58                                                        | Віктор Орта, архітектор                                      |
|                                                              |                                                              | 10.000 франків                                               | 247,89                                                       | король Альберт II і королева Паола                           |

## Валютний курс
| 1913 | 1926  | 1935  | 1945  | 1949-1971 | 1976  | 1981  | 1986  | 1991  | 1996  | 2001  |
| 5,18 | 35,99 | 29,50 | 43,83 | 50,00     | 39,51 | 37,94 | 49,91 | 31,28 | 31,70 | 45,90 |